# Hussain Ali Baba
Hussain Ali Baba Mohamed (Arabic: حسين علي بابا; sinh ngày 11 tháng 2 năm 1982) là một cầu thủ bóng đá người Bahrain hiện tại thi đấu cho Al-Muharraq và Đội tuyển bóng đá quốc gia Bahrain.

## Sự nghiệp
Đầu tiên Baba thi đấu cho Al Riffa từ 2003 đến 2004 sau đó sang Al-Shamal của Qatar từ 2004 đến 2005. Sau đó anh chuyển đến Kuwait SC cho đến năm 2007 khi anh gia nhập Al-Rayyan, ghi 2 bàn thắng đến năm 2008. Từ 2008 đến 2009, anh gia nhập và rời khỏi 3 câu lạc bộ; Umm-Salal năm 2008, Al-Salmiya và Al-Shabab (UAE) năm 2009. Năm 2010, anh gia nhập Ả Rập Saudi's Al-Wehda đến năm 2011. Tiếp theo đó, anh gia nhập El Jaish thi đấu một mùa giải đến năm 2012. Từ năm 2012, anh thi đấu cho Kuwait SC.

### Bàn thắng quốc tế
Tỉ số và kết quả liệt kê bàn thắng của Bahrain trước.
| Bàn thắng | Thời gian            | Địa điểm                                                      | Đối thủ           | Tỉ số | Kết quả | Giải đấu                                     |
| --------- | -------------------- | ------------------------------------------------------------- | ----------------- | ----- | ------- | -------------------------------------------- |
| 1.        | 6 tháng 11 năm 2009  | Sân vận động Quốc gia Bahrain, Riffa, Bahrain                 | Togo              | 4–1   | 5–1     | Giao hữu                                     |
| 2.        | 16 tháng 10 năm 2010 | Sân vận động Thành phố Thể thao Zayed, Abu Dhabi, United Arab | UAE               | 2–1   | 2–6     | Giao hữu                                     |
| 3.        | 15 tháng 1 năm 2013  | Sân vận động Quốc gia Bahrain, Riffa, Bahrain                 | Iraq              | 1–1   | 1–1     | Gulf Cup of Nations 2013                     |
| 4.        | 2 tháng 11 năm 2014  | Sân vận động Quốc gia Bahrain, Riffa, Bahrain                 | CHDCND Triều Tiên | 2–1   | 2–2     | Giao hữu                                     |
| 5.        | 8 tháng 9 năm 2015   | Sân vận động Grand Hamad, Doha, Qatar                         | Yemen             | 1–0   | 4–0     | Vòng loại giải vô địch bóng đá thế giới 2018 |